# Мильников Сергій Сергійович
Сергій Сергійович Мильников (рос. Сергей Сергеевич Мыльников; 18 червня 1982, м. Челябінськ, СРСР) — російський хокеїст, воротар. Син радянського хокеїста Мильникова С. О.
Вихованець хокейної щколи «Сетерс» ІФ. Виступав за «Крила Рад» (Москва), ХК МВД-ТХК (Твер), «Трактор» (Челябінськ), «Сєвєрсталь» (Череповець), «Металург» (Жлобин), «Іртиш» (Павлодар), «Автомобіліст» (Єкатеринбург), «Аріада-Акпарс» (Волжськ).
У складі молодіжної збірної Росії учасник чемпіонату світу 2002. У складі юніорської збірної Росії учасник чемпіонату світу 2000.

## Досягнення
- Переможець молодіжного чемпіонату світу (2002)
- Срібний призер юніорського чемпіонату світу (2000).